# 1570 Брунонія
1570 Брунонія (1570 Brunonia) — астероїд головного поясу, відкритий 9 жовтня 1948 року.
Тіссеранів параметр щодо Юпітера — 3,305.